# Brno VI
Brno VI bylo označení šestého městského obvodu v Brně přinejmenším v letech 1947–1964. Rozsah a vymezení obvodu se během správních reforem několikrát změnily. 
- Brno VI (1947–1949), jeden z 10 městských obvodů v období od 1. ledna 1947 do 30. září 1949. Zahrnoval Židenice.
- Brno VI (1949–1954), jeden ze 13 městských obvodů v období od 1. října 1949 do 30. dubna 1954. Zahrnoval většinu k. ú. Jundrov,k. ú. Komín, malou část k. ú. Křížová a malou část k. ú. Velká Nová Ulice a Červená.
- Brno VI (1954–1957), jeden z 12 městských obvodů v období od 1. května 1954 do 30. května 1957. Zahrnoval většinu k. ú. Černovice , nepatrnou část k. ú. Líšeň, nepatrnou část k. ú. Maloměřice, nepatrnou část k. ú. Trnitá, většinu k. ú. Židenice a malou část k. ú. Zábrdovice
- Brno VI-Židenice (1957–1960), jeden ze 13 městských obvodů v období od 1. června 1957 do 30. června 1960. Zahrnoval část k. ú. Černovice, část k. ú. Líšeň, část k. ú. Maloměřice, část k. ú. Zábrdovice a část k. ú. Židenice.
- Brno VI (1960–1964), jeden z 6 číslovaných městských obvodů (dalších 7 městských částí nemělo čísla) v období od 1. července 1960 do 13. června 1964. Zahrnoval většinu k. ú. Černovice, nepatrnou část k. ú. Líšeň, téměř celé k. ú. Maloměřice, část k. p. Trnitá, část k. ú. Zábrdovice a část k. ú. Židenice.

## Související článek
- Členění Brna